# Sarcé
Sarcé est une commune française, située dans le département de la Sarthe en région Pays de la Loire, peuplée de 268 habitants (les Sarcéens).
La commune fait partie de la province historique du Maine, et se situe dans le Haut-Maine (Maine blanc).

## Géographie
Sarcé est une commune du sud de la Sarthe, située à 35 km du Mans, aux limites du Haut-Anjou sarthois surnommé le Maine angevin.
| Pontvallain |       | Mayet         |
|             | Sarcé |               |
| Coulongé    |       | Aubigné-Racan |

### Climat
Pour des articles plus généraux, voir Climat des Pays de la Loire et Climat de la Sarthe.
En 2010, le climat de la commune est de type climat océanique dégradé des plaines du Centre et du Nord, selon une étude du CNRS s'appuyant sur une série de données couvrant la période 1971-2000. En 2020, Météo-France publie une typologie des climats de la France métropolitaine dans laquelle la commune est exposée à un climat océanique et est dans la région climatique  Moyenne vallée de la Loire, caractérisée par une bonne insolation (1 850 h/an) et un été peu pluvieux. 
Pour la période 1971-2000, la température annuelle moyenne est de 11,2 °C, avec une amplitude thermique annuelle de 14,6 °C. Le cumul annuel moyen de précipitations est de 706 mm, avec 11,7 jours de précipitations en janvier et 6,8 jours en juillet. Pour la période 1991-2020, la température moyenne annuelle observée sur la station météorologique de Météo-France la plus proche, sur la commune de Luché-Pringé à 11 km à vol d'oiseau, est de 12,4 °C et le cumul annuel moyen de précipitations est de 658,2 mm,. Pour l'avenir, les paramètres climatiques de la commune estimés pour 2050 selon différents scénarios d'émission de gaz à effet de serre sont consultables sur un site dédié publié par Météo-France en novembre 2022.

## Urbanisme

### Typologie
Au 1er janvier 2024, Sarcé est catégorisée commune rurale à habitat très dispersé, selon la nouvelle grille communale de densité à sept niveaux définie par l'Insee en 2022.
Elle est située hors unité urbaine. Par ailleurs la commune fait partie de l'aire d'attraction du Mans, dont elle est une commune de la couronne,. Cette aire, qui regroupe 144 communes, est catégorisée dans les aires de 200 000 à moins de 700 000 habitants,.

### Occupation des sols
L'occupation des sols de la commune, telle qu'elle ressort de la base de données européenne d’occupation biophysique des sols Corine Land Cover (CLC), est marquée par l'importance des territoires agricoles (91,9 % en 2018), une proportion sensiblement équivalente à celle de 1990 (91,6 %). La répartition détaillée en 2018 est la suivante : 
terres arables (73,5 %), prairies (18,4 %), forêts (4,8 %), zones urbanisées (3,4 %). L'évolution de l’occupation des sols de la commune et de ses infrastructures peut être observée sur les différentes représentations cartographiques du territoire : la carte de Cassini (XVIIIe siècle), la carte d'état-major (1820-1866) et les cartes ou photos aériennes de l'IGN pour la période actuelle (1950 à aujourd'hui).

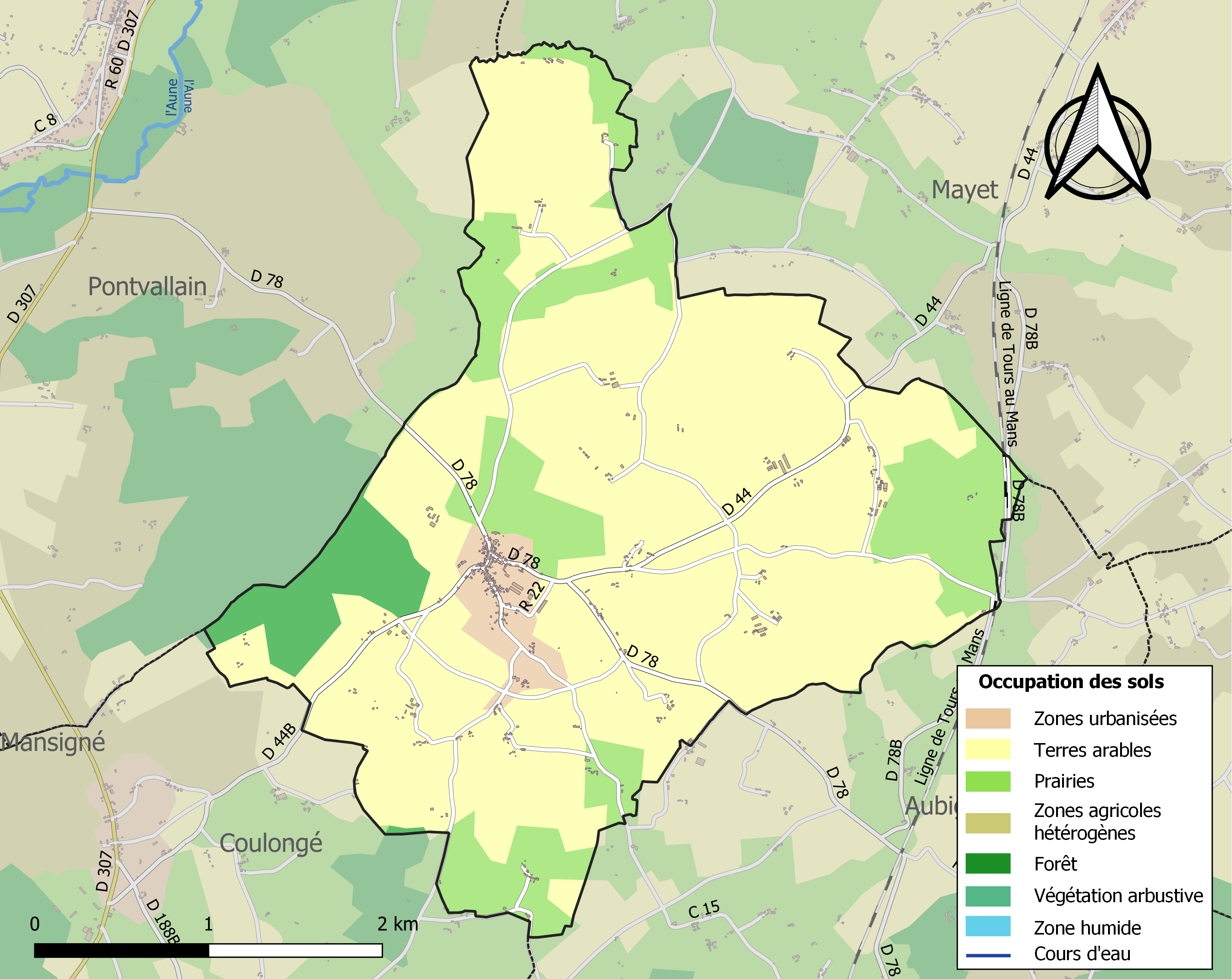
Carte des infrastructures et de l'occupation des sols de la commune en 2018 (CLC).

## Histoire
Sous l'Ancien Régime, la paroisse dépendait du pays d'élection de La Flèche.

## Politique et administration
| Période                                  | Période   | Identité          | Étiquette | Qualité                 |
| ---------------------------------------- | --------- | ----------------- | --------- | ----------------------- |
| ?                                        | mars 2001 | Michel Langlais   |           |                         |
| mars 2001                                | mars 2008 | Christiane Collet |           |                         |
| mars 2008                                | En cours  | Roger Fresneau    | SE        | Retraité de l'artisanat |
| Les données manquantes sont à compléter. |           |                   |           |                         |

## Démographie
L'évolution du nombre d'habitants est connue à travers les recensements de la population effectués dans la commune depuis 1793. Pour les communes de moins de 10 000 habitants, une enquête de recensement portant sur toute la population est réalisée tous les cinq ans, les populations de référence des années intermédiaires étant quant à elles estimées par interpolation ou extrapolation. Pour la commune, le premier recensement exhaustif entrant dans le cadre du nouveau dispositif a été réalisé en 2006.
En 2022, la commune comptait 268 habitants, en évolution de −10,07 % par rapport à 2016 (Sarthe : −0,25 %, France hors Mayotte : +2,11 %).
| 1793 | 1800 | 1806 | 1821 | 1831 | 1836 | 1841 | 1846 | 1851 |
| ---- | ---- | ---- | ---- | ---- | ---- | ---- | ---- | ---- |
| 661  | 688  | 721  | 717  | 745  | 756  | 798  | 764  | 770  |

| 1856 | 1861 | 1866 | 1872 | 1876 | 1881 | 1886 | 1891 | 1896 |
| ---- | ---- | ---- | ---- | ---- | ---- | ---- | ---- | ---- |
| 765  | 722  | 692  | 691  | 715  | 693  | 683  | 664  | 629  |

| 1901 | 1906 | 1911 | 1921 | 1926 | 1931 | 1936 | 1946 | 1954 |
| ---- | ---- | ---- | ---- | ---- | ---- | ---- | ---- | ---- |
| 604  | 584  | 567  | 514  | 505  | 451  | 441  | 455  | 466  |

| 1962 | 1968 | 1975 | 1982 | 1990 | 1999 | 2006 | 2011 | 2016 |
| ---- | ---- | ---- | ---- | ---- | ---- | ---- | ---- | ---- |
| 428  | 359  | 348  | 289  | 237  | 284  | 288  | 297  | 298  |

| 2021 | 2022 | - | - | - | - | - | - | - |
| ---- | ---- | - | - | - | - | - | - | - |
| 279  | 268  | - | - | - | - | - | - | - |

## Économie
- Production commercialisation de volaille (la Cellerie).
- Gîte avec piscine (la Cour).

## Lieux et monuments
- Cour de Sarcé.
- Lavoir.
- Manoir de Sarceau, XVe et XVIe siècles, inscrit au titre des monuments historiques en 1989[18].
- Église Saint-Martin, des VIe, XIe et XIIe siècles, inscrite au titre des monuments historiques en 1974[19]. Elle renferme quelques œuvres classées monuments historiques au titre d'objets[20].
- Prieuré (ancien), en contrebas de l'église, aujourd'hui habitation.

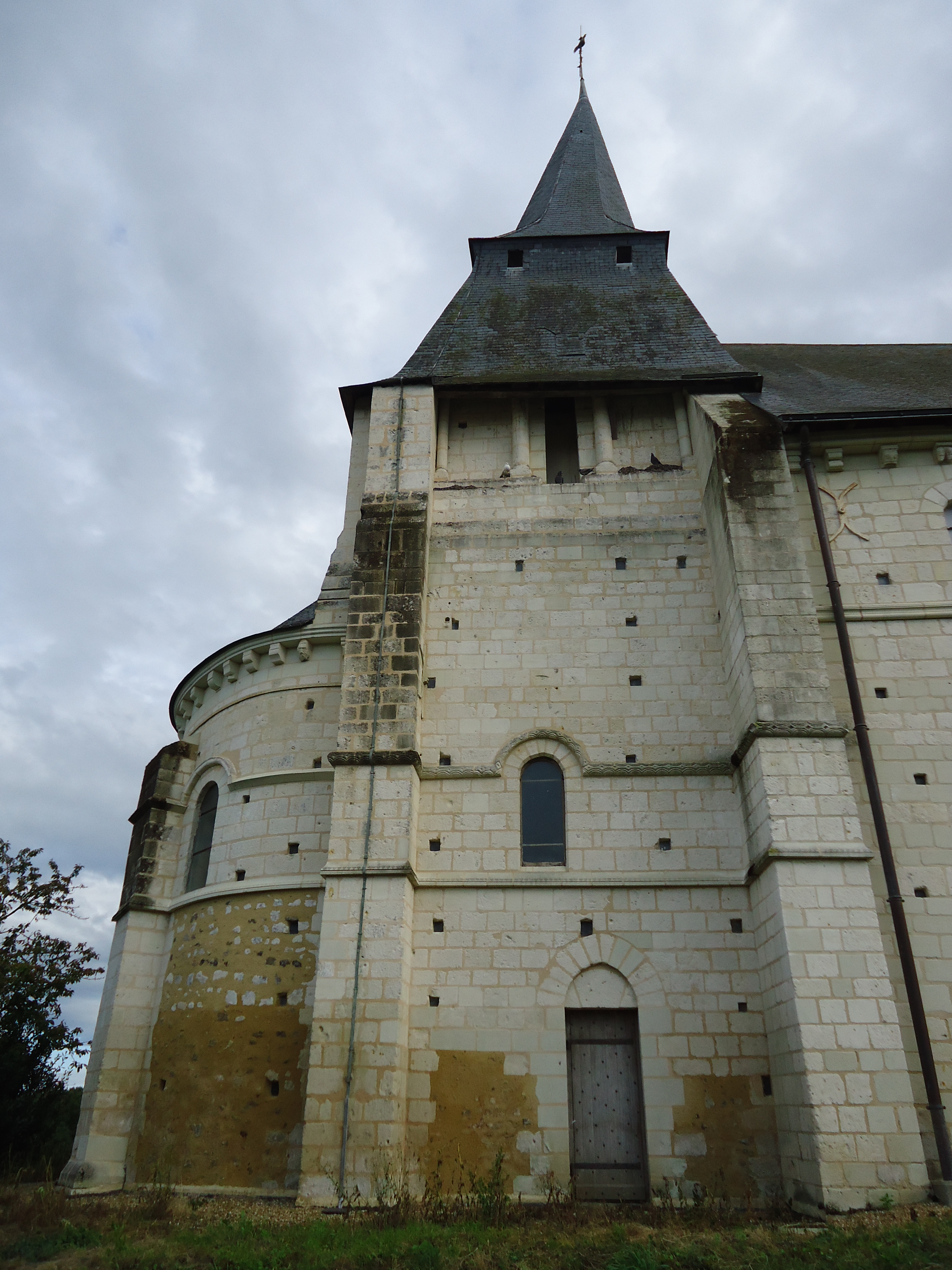
Vue nord du chœur de l'église Saint-Martin.
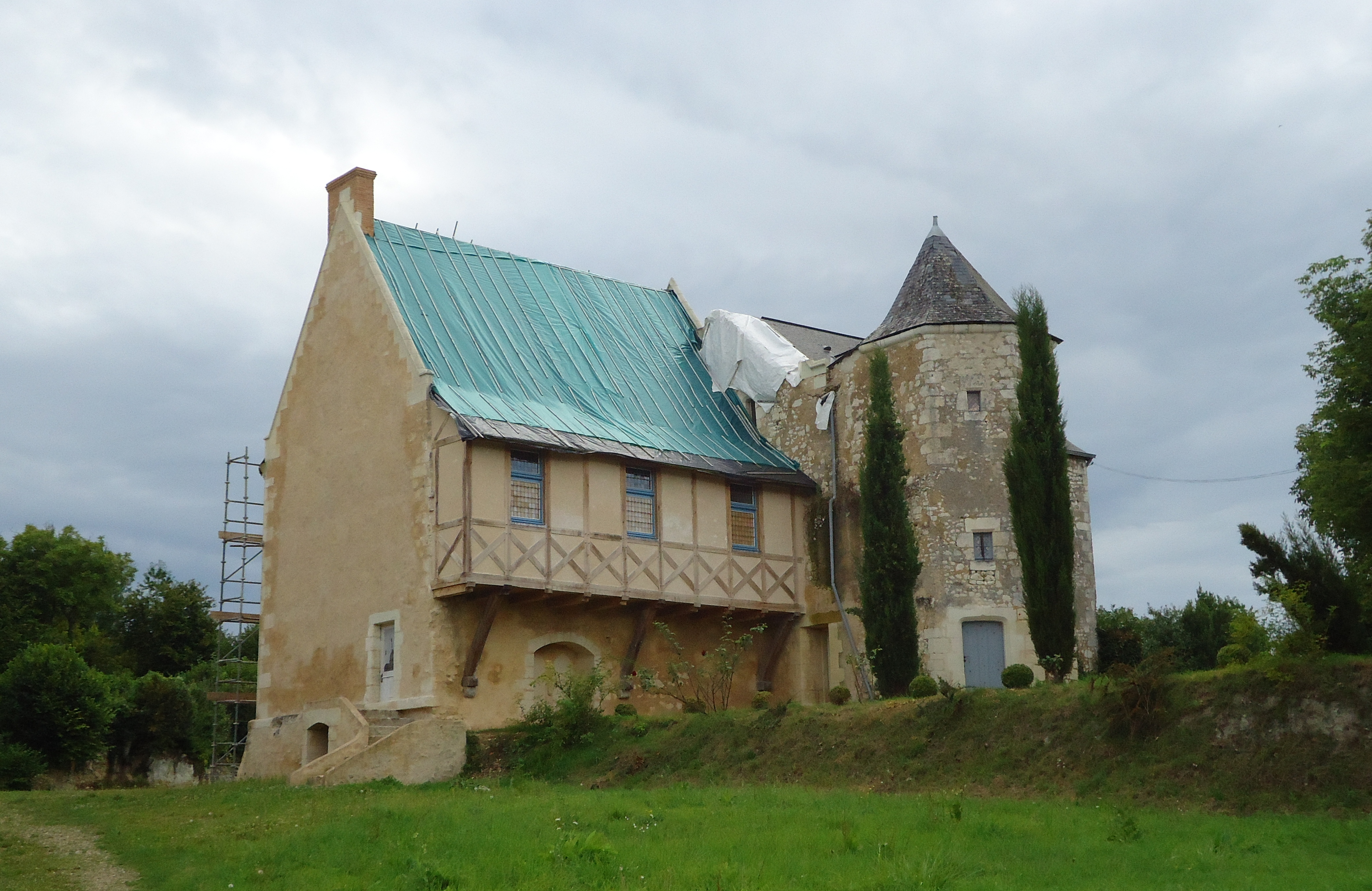
Le manoir de Sarceau en travaux.